# 窪田吉正
窪田 吉正（くぼた よしまさ）は、戦国時代から江戸時代初期の武将。武田家旗本より徳川家旗本。甲州九口之道筋奉行、後に八王子千人同心9人の千人頭の内の一家。

## 略歴
最初は武田氏に仕え、目付役を務めて槍隊を指揮した。武田信玄陣立書にて窪田文左衛門尉として横目衆として確認できる。天正10年（1582年）武田氏没落後は徳川家康に仕え、甲斐の本領と新領給与を含めて300貫文余を領し、また武田家臣時代の同心も引き続き支配を認められる。天正12年（1584年）小牧・長久手の戦いに従軍。天正18年（1590年）徳川氏が関東に移ると、北条氏照の残党に備えて八王子に移り、旧領は浅野長政領となった。
慶長5年（1600年）八王子千人同心を率いて関ヶ原の戦いに従軍する。その際、旗役だった村越直吉に先んじて長柄隊を前進させるが、家康は武田家由来の吉正の行いを認めたという。

子孫は八王子千人頭の10家の内の一家として幕末まで旗本として徳川幕府に仕えた。

## その他
八王子千人同心千人頭には窪田家が2家あり、井上流窪田氏と三枝流窪田氏がある。両家とも明治まで存続した。
徳川家旗本にも窪田が多数確認され、江戸時代後期の講武所頭取・窪田清音は井上流の系統。